# TMF Verenigd Koninkrijk

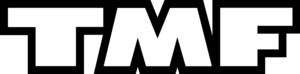

TMF Verenigd Koninkrijk of TMF UK was de Britse variant op het oorspronkelijk Nederlandse muziek televisiekanaal The Music Factory (TMF). Opgericht in 2002, niet lang na de overname van TMF door MTV Networks Europe.
TMF UK richtte zich op een andere doelgroep dan de Nederlandse en Vlaamse versies. Zo was de muziekkeuze op TMF UK minder gericht op tieners, en ook zijn er minder zogenaamde SMS applicaties.
De Nederlandse TMF Awards werden op TMF UK, ingekort en ondertiteld, ongeveer een week later uitgezonden dan in Nederland, de Vlaamse TMF Awards waren in het Verenigd Koninkrijk niet te zien.
TMF UK's Freeview frequentie in Groot-Brittannië was Kanaal 21. In de republiek Ierland zond TMF UK alleen 's avonds uit, op het kanaal van Nickelodeon.
Op 26 oktober 2009 is TMF UK vervangen door de zender Viva. 